# Rain (Gemeinde Virgen)
Rain ist ein Weiler in der Gemeinde Virgen (Osttirol). Der Ortsteil wurde 1991 von 17 Personen bewohnt und wird zur Fraktion Niedermauern gezählt.

## Geographie
Rain ist neben der Rotte Niedermauern und der Rotte Gries einer der drei Ortsbestandteile von Niedermauern. Rain liegt rechts der Mündung des Mullitzbaches in die Isel in rund 1.150 Metern Höhe. Der Weiler ist mit der ebenfalls zur Fraktion Niedermauern zählenden Rotte Gries im Nordosten durch eine Straße verbunden, die von Niedermauern über Gries und Rain bis zur Fraktion Welzelach führt. Rain beherbergte 1991 insgesamt fünf Häuser mit drei land- und forstwirtschaftlichen Betriebsstätten, wobei in den fünf Häusern vier Wohnungen bestanden. Das Land Tirol verzeichnet derzeit für Rain die Hofstellen Oberrainer (Niedermauern-Rain 1), Mühlinger (Niedermauern-Rain 2), Uler (Niedermauern-Rain 8) und Innerrainer (Niedermauern-Rain 11) sowie ein weiteres Gebäude (Niedermauern-Rain 10).

## Geschichte
Rain wurde von der Statistik Austria lange Zeit nicht eigens genannt, sondern bei Niedermauern miteingerechnet. Erst im Zuge der Volkszählung 1951 wurde Rain separat ausgewiesen, wobei der Ortsbestandteil damals als Einschicht klassifiziert wurde, die aus zwei Häusern mit neun Bewohnern sowie zwei Almhütten bestand. 1961 wurden von den Statistikern für Rain bereits drei Häuser mit zwölf Einwohnern ausgewiesen. Rain galt zu dieser Zeit bereits als Weiler. 1971 gab es in Rain vier Gebäude und elf Einwohner, 1981 waren es ebenfalls vier Gebäude, wobei drei bewohnte Gebäude mit insgesamt 17 Einwohnern ausgewiesen wurden. 1991 wies die Statistik Austria für Rain vier von fünf Gebäude als bewohnt aus. In diesem Jahr wurden 17 Menschen in dem Weiler gezählt wurden.

## Bauwerke
Rain beherbergt mit dem Einhof Rainer-Ueler sowie zwei in gleicher Firstrichtung zu ihm errichteten Wirtschaftsgebäuden ein kunsthistorisch bedeutendes Ensemble. Der Bebauung der Hofstelle ist seit 1780 urkundlich belegt. Es handelt sich bei dem Bauernhof um ein Freistift des Heiligen-Geist-Spitals in Lienz. Der Vulgoname „Ueler am Rain“ ist urkundlich seit 1818 belegt. Der Einhof des Ensembles wurde im 19. Jahrhundert über einem älteren Kern als quergeteiltes Gebäude mit schindelgedecktem Blockpfettendach ausgeführt. Der Wohnbereich im nördlichen Bauteil wurde als traufseitiger Seitenflurgrundriss ausgeführt, dessen Keller- und Erdgeschoß gemauert wurden. Darüber wurde ein Kantblockbau errichtet. An der Nordfassade befindet sich ein Giebelsöller. Der Wirtschaftstrakt besitzt einen traufseitig erschlossenen Stall und eine hangseitige Tenneneinfahrt; der Wirtschaftstrakt wurde in kombinierter Holzbauweise ausgeführt.
In unmittelbarer Nähe befinden sich zwei Wirtschaftsgebäude, die jedoch nicht zum Ueler-Hof gehören. Einerseits handelt es sich dabei um ein zweigeschoßiges Gebäude mit Kniestock und Blockpfettendach aus dem 17. Jahrhundert, das als Stall und Tenne genutzt wurde und aus kombinierter Holzbauweise über einem Bruchsteinfundament errichtet wurde. An der Nordfassade besitzt das Gebäude zudem eine Bühne mit Trockengestänge. Andererseits besteht ein zweigeschoßiges Wirtschaftsgebäude, das in kombinierter Holzbauweise über Bruchsteinfundamenten gezimmert wurde. Es besitzt Kniestock und Blockpfettendach und stammt vermutlich ebenfalls aus dem 17. Jahrhundert. Der ebenerdige Stall und die Tenne im Obergeschoß wurden hier traufseitig erschlossen.